# Coptorhina nitidipennis
Coptorhina nitidipennis är en skalbaggsart som beskrevs av Karl Henrik Boheman 1857. Coptorhina nitidipennis ingår i släktet Coptorhina och familjen bladhorningar. Inga underarter finns listade i Catalogue of Life.